# 3-й отдельный моторизованный инженерный батальон
3-й отдельный моторизованный инженерный батальон  — воинская часть Вооружённых Сил СССР во время Великой Отечественной войны.

## История
Сформирован в Московском военном округе в июле-августе 1941 года на базе 28-го инженерного полка
В составе действующей армии с 24 августа 1941 по 26 сентября 1941 и с 28 сентября 1941 по 1 ноября 1942 года. В конце августа 1941 года поступил на реку Волхов, в сентябре 1941 года передан в распоряжение 52-й отдельной армии. Осуществлял инженерное обеспечение войск 52-й армии в Тихвинских оборонительной и наступательной операциях, 59-й армии в Любанской наступательной операции, 8-й армии в Синявинской наступательной операции.
1 ноября 1942 года переформирован в 14-й отдельный инженерный батальон.

## Подчинение
| Подчинение по месяцам | Подчинение по месяцам                                      | Подчинение по месяцам | Подчинение по месяцам | Подчинение по месяцам |
| Дата                  | Фронт (округ)                                              | Армия                 | Корпус (группа)       | Примечания            |
| --------------------- | ---------------------------------------------------------- | --------------------- | --------------------- | --------------------- |
| 10 июля 1941 года     | Московский военный округ                                   | -                     | -                     | -                     |
| 1 августа 1941 года   | Московский военный округ                                   | -                     | -                     | -                     |
| 1 сентября 1941 года  | Резерв Ставки ГК                                           | -                     | -                     | -                     |
| 1 октября 1941 года   | -                                                          | 52-я отдельная армия  | -                     | -                     |
| 1 ноября 1941 года    | -                                                          | 52-я отдельная армия  | -                     | -                     |
| 1 декабря 1941 года   | -                                                          | 52-я отдельная армия  | -                     | -                     |
| 1 января 1942 года    | Волховский фронт                                           | 52-я армия            | -                     | —                     |
| 1 февраля 1942 года   | Волховский фронт                                           | 59-я армия            | -                     | —                     |
| 1 марта 1942 года     | Волховский фронт                                           | 59-я армия            | -                     | —                     |
| 1 апреля 1942 года    | Волховский фронт                                           | 59-я армия            | -                     | —                     |
| 1 мая 1942 года       | Ленинградский фронт (Группа войск Волховского направления) | 59-я армия            | -                     | —                     |
| 1 июня 1942 года      | Ленинградский фронт (Волховская группа войск)              | 59-я армия            | -                     | —                     |
| 1 июля 1942 года      | Волховский фронт                                           | 59-я армия            | -                     | —                     |
| 1 августа 1942 года   | Волховский фронт                                           | 59-я армия            | -                     | —                     |
| 1 сентября 1942 года  | Волховский фронт                                           | 8-я армия             | -                     | —                     |
| 1 октября 1942 года   | Волховский фронт                                           | 8-я армия             | -                     | —                     |
| 1 ноября 1942 года    | Волховский фронт                                           | -                     | -                     | —                     |